# Schacktavelslek
Schacktavelslek är en svensk, anonym allegorisk dikt på knittel, troligen från 1460-talet. Den skildrar med schackspelet som bild det medeltida samhället och har utländska förebilder.
Ett exempel ur diktverket är den s. k. Äktenskapsvisan. Den finns bevarad i två handskrifter dels i  AM 191 fol., den s.k. Codex Askabyensis, troligen skriven i Östergötland under 1400-talets andra hälft, och nu förvarad i Den Arnamagnaeanske Samling i Köpenhamn, dels i D 3 i Riksarkivet, den s.k. "Fru Elins bok", skriven i östra Svealand under 1400-talets andra hälft.

## Bakgrund
I boken De luco scaccorum, skriven av dominikanen Jacobus de Cessoli, utnyttjas schackspelet för att diskutera hur olika grupper förhåller sig till varandra och till samhället. Tidigare uppfattades samhället som en organism, där olika delar hörde ihop som organ i människokroppen. I analogin med schackspelet och dess pjäsers speciella karaktär kom ett kontraktstänkande in i diskussionen om samhället och dess politik. Cessolis bok blev mycket populär och spreds på både latin och på olika folkspråk. Den svenska versionen kallades Schacktavelslek.